# 106817 유방택
106817 유방택(106817 Yubangtaek, 2000 XC44)은 한국 천문학자인 전영범과 박윤호가 2000년 12월 6일, 보현산 천문대에서 발견한 소행성이다. 천상열차분야지도를 만든 조선 초기의 천문학자 유방택의 이름을 따랐다.